# 1 (число)
1 (оди́н, одини́ця) — найменше натуральне число, ціле число між 0 і 2. Воно задає єдине ціле, що є одиницею підрахунку або вимірювання. Це число також є першим числом із нескінченної послідовності натуральних чисел, за ним слідує число 2.

## Історія
Ряд мислителів Стародавньої Греції не розглядали один як число: вони вважали його втіленням єдиності, вважаючи при цьому першим «справжнім» числом два — найменше втілення множинності. Платон розглядав одиницю не як початок числового ряду, а як щось неподільне (який-небудь безперервний процес, геометрична фігура, думки про що-небудь).
Ямвліх розглядав одиницю як «ідею ідей» та «ейдос всіх ейдосів». Антична естетика розглядала одиницю як створюючу і керуючу, встановлюючу рівновагу, логос.
У математиці інків одиниця позначалась в кіпу у вигляді вузла у вигляді вісімки.
У 1585 році Сімон Стевін у трактаті «De Thiende» популяризував десяткові дроби, а крім того, доводив, що одиниця є числом, подібно до інших чисел..
Існування одиниці є однією з аксіом арифметики Пеано, що була запропонована в кінці 1880-х.
У XX столітті багато понять з математики були переформульовані у термінології теорії множин. Серед них була і одиниця. Прикладом одного з таких формулювань можна вважати означення одиниці з роботи 1954 року авторства Ніколя Бурбакі:
{\displaystyle \tau _{Z}((\exists u)(\exists U)(u=(U,\{\varnothing \},Z)\land U\subset \{\varnothing \}\times Z\land (\forall x)((x\in \{\varnothing \})\Rightarrow (\exists y)((x,y)\in U)\land (\forall x)(\forall y)(\forall y')(((x,y)\in U\land (x,y')\in U)\Rightarrow (y=y'))\land (\forall y)((y\in Z)\Rightarrow (\exists x)((x,y)\in U))))}

## Математика
Єдине додатне число, яке дорівнює взаємно оберненому (при умові {\displaystyle 1/x=y} x дорівнює y).
Для будь-якого числа x:
x·1 = 1·x = x (див. множення). Як результат, 1 є автоморфним числом в будь-якій позиційній системі числення.
x/1 = x (див. ділення)
x1 = x, 1x = 1, і для ненульового числа x, x0 = 1)
x↑↑1 = x та 1↑↑x = 1 (див. суперступінь).
Число 1 не може бути використаним як основа позиційної системи числення. Оскільки квадрат, куб та будь-яка інша ступінь числа 1 дорівнює одиниці, неможливо брати логарифми від числа, не рівного 1, за основою 1. З іншого боку, існує унарна система числення, кожне число {\displaystyle N} в якій виражається рядом одиниць довжиною {\displaystyle N}.
Зараз в математиці прийнято не відносити одиницю ні до простих, ні до складених чисел. Останній з професійних математиків, хто розглядав 1 як просте число, був Анрі Лебег у 1899 році. При цьому багато непрофесіоналів роблять подібну помилку і зараз: так, Карл Саган включив 1 в перелік простих чисел в своїй книзі «Контакт», що вийшла у 1985 році.
Число 1 є:
- факторіалом числа 1
- факторіалом числа 0
- першим і другим числами Фібоначчі
- нульовим і першим числом Каталана
- першим числом Мерсенна (21 − 1)
- першим трикутним, квадратним, п'ятикутним і т. д. числом
- першим щасливим числом
- максимальним значенням розряду в двійковій системі числення
- 101 називається десять, префікси SI: 101 дека (да) і 10−1 деци (д)

Число 1 — найменше натуральне число більше за нуль (чи є нуль натуральним числом — залежить від прийнятих домовленостей), або, за іншим формулюванням — єдине натуральне число, якому не передує інше число. Іноді за визначення 1 приймають тверждення «при множенні одиниці на будь-яке інше число в результаті отримується це ж число», а натуральні числа визначають, виходячи з визначень одиниці та операції додавання.
Одиниця також використовується у математичному відношенні чотирьох констант математики — власне одиниці, e, π та i: {\displaystyle e^{(2\pi i)}=1\,\!}
У представленні фон Неймана для натуральних чисел, 1 визначається як множина {0}. Ця множина має кардинальність 1 та наслідковий ранг 1. Такі множини з єдиним елементом називаються синглетонами.
Алгебраїчна структура кільце відрізняється від групи наявністю другої операції (множення) і одиниці.

## Написання цифри

Символ, що використовується сьогодні для позначення числа 1, вертикальна лінія, часто із засічкою у верхній частині і іноді горизонтальною рискою внизу, походить із Індії, які спочатку записували число 1 у вигляді горизонтальної лінії, схожої на китайський символ 一. У письмі Гупта цей символ мав вигляд хвилястої лінії, а у Наґарі іноді додавали невелике коло ліворуч (повернутий на чверть праворуч, цей символ подібний до написання числа 9 перетворився на подібний сьогоднішньому символу 1 в писемності Гуджараті і Пенджабі). В Непалі його теж повертали праворуч, але зберегли маленьке коло. Зрештою це перетворилося на засічку зверху у сучасному написанні цифри, але випадково коротка горизонтальна лінія знизу ймовірно запозичена від римського числа I.

## Геометрія
- Через одну точку можна провести нескінченну кількість прямих
- Через одну пряму можна провести нескінченну кількість площин
- Через будь-яку точку сфери проходить єдина дотична площина
- Через будь-яку точку сфери можна провести нескінченну кількість дотичних прямих, причому всі вони лежать в дотичній площині

## Наука
- Атомний номер водню.

## Музика
- Позначається інтервал прима
- Список Перших симфоній

## Дати
- Роки
  - 1 рік;
  - 1 рік до н. е.
  - 1701 рік
  - 1801 рік
  - 1901 рік
  - 2001 рік
- Дати:
  - 1 січня | 1 лютого | 1 березня | 1 квітня | 1 травня | 1 червня | 1 липня | 1 серпня | 1 вересня | 1 жовтня | 1 листопада | 1 грудня
- Місяць
  - січень

## Інші галузі
- В кирилиці числове значення літери а (аз)
- ASCII-код керуючого символу SOH (start of heading).
- 1 — шифр англійської мови в міжнародному коді книг — ISBN
- У Землі один природний супутник — Місяць.
- Один у полі не воїн.